# Frankhuis
Frankhuis (Zwols: Frankuus [fʀɑŋkys̠])is een voormalige buurtschap, tegenwoordig ook de naam van een naastgelegen buurt, gelegen in de woonwijk Stadshagen van de gemeente Zwolle.

## Geschiedenis
Tot de vijftiger jaren, was er redelijk veel bedrijvigheid in deze buurtschap aan de Hasselterdijk en de doorgaande weg naar Kampen. Tegenwoordig bevinden zich er nog wel wat kleine bedrijven, maar over het algemeen is het nu een rustige woonbuurt.

Tot 1967 lag het in de nu bij Zwolle gevoegde gemeente Zwollerkerspel.

## Geografie
De buurtschap ligt nabij het Zwarte Water, het Zwolle-IJsselkanaal en de spoorlijn Zwolle - Kampen. Frankhuis is uitgebreid met nieuwbouw als deel van de ontwikkeling van Stadshagen. Dwars door de wijk loopt de Frankhuizerallee als ontsluitingsweg.
Stad: Zwolle  
Dorp: Windesheim

Buurtschappen: Berkum · Brinkhoek · Bruggenhoek · Frankhuis · Haerst · Harculo · Herfte · Hoog Zuthem · Katerveer · Langenholte · De Lichtmis (deels) · Oldeneel · Schelle · Spoolde · Veldhoek · Westenholte · Wijthmen · Zalné

Voormalige gemeenten: Zwollerkerspel · Nieuwleusen (deels)

Overijssel · Steden en dorpen in Overijssel      Nederland · Provincies · Gemeenten
Wijken: Aa-landen · Assendorp · Berkum · Binnenstad · Diezerpoort · Hanzeland · Holtenbroek · Ittersum · Kamperpoort-Veerallee · Marsweteringlanden · Poort van Zwolle · Schelle · Soestweteringlanden · Stadshagen · Vechtlanden · Westenholte · Wipstrik

Buurten: Aalanden-Midden · -Noord · -Oost · -Zuid · Bagijneweide · Berkum · Binnenstad-Noord · -Zuid · Bollebieste · Breecamp · Breezicht · Brinkhoek · De Tippe · Dieze-Centrum · Frankhuis · Gerenbroek · Gerenlanden · Geren · Haerst · Hanzeland · Harculo en Hoog-Zuthem · Herfte · Het Noorden · Hogenkamp · Holtenbroek I · II · III · IV · Indische Buurt · Ittersumerbroek · Ittersumerlanden · Kamperpoort  · Katerveer-Engelse Werk · Langenholte · Mastenbroek · Meppelerstraatweg-Zuid · Milligen · Nieuw-Assendorp · Noordereiland · Oldenelerbroek · Oldenelerlanden-Oost · -West · Oud-Assendorp · Oud-Westenholte · Oud Ittersum · Oud Schelle · Pierik · Schelle-Zuid en Oldeneel · Schellerbroek · Schellerhoek · Schellerlanden · Schildersbuurt · Schoonhorst · Spoolde · Stadsbroek · Stationsbuurt · Tolhuislanden · Veerallee · Veldhoek · Vreugderijk · Werkeren · Westenholte-Stins · Wezenlanden · Wijthmen · Windesheim · Wipstrik-Noord · -Zuid · Zwolle-Zuid

Bedrijventerreinen: Floresstraat · Hanzeland · Hessenpoort · Marslanden (-Noord · -Zuid) · Oosterenk · Voorst (Voorst-A · Voorst-B · Voorst-C) · Voorsterpoort · De Vrolijkheid